# St Thomas’s Tower

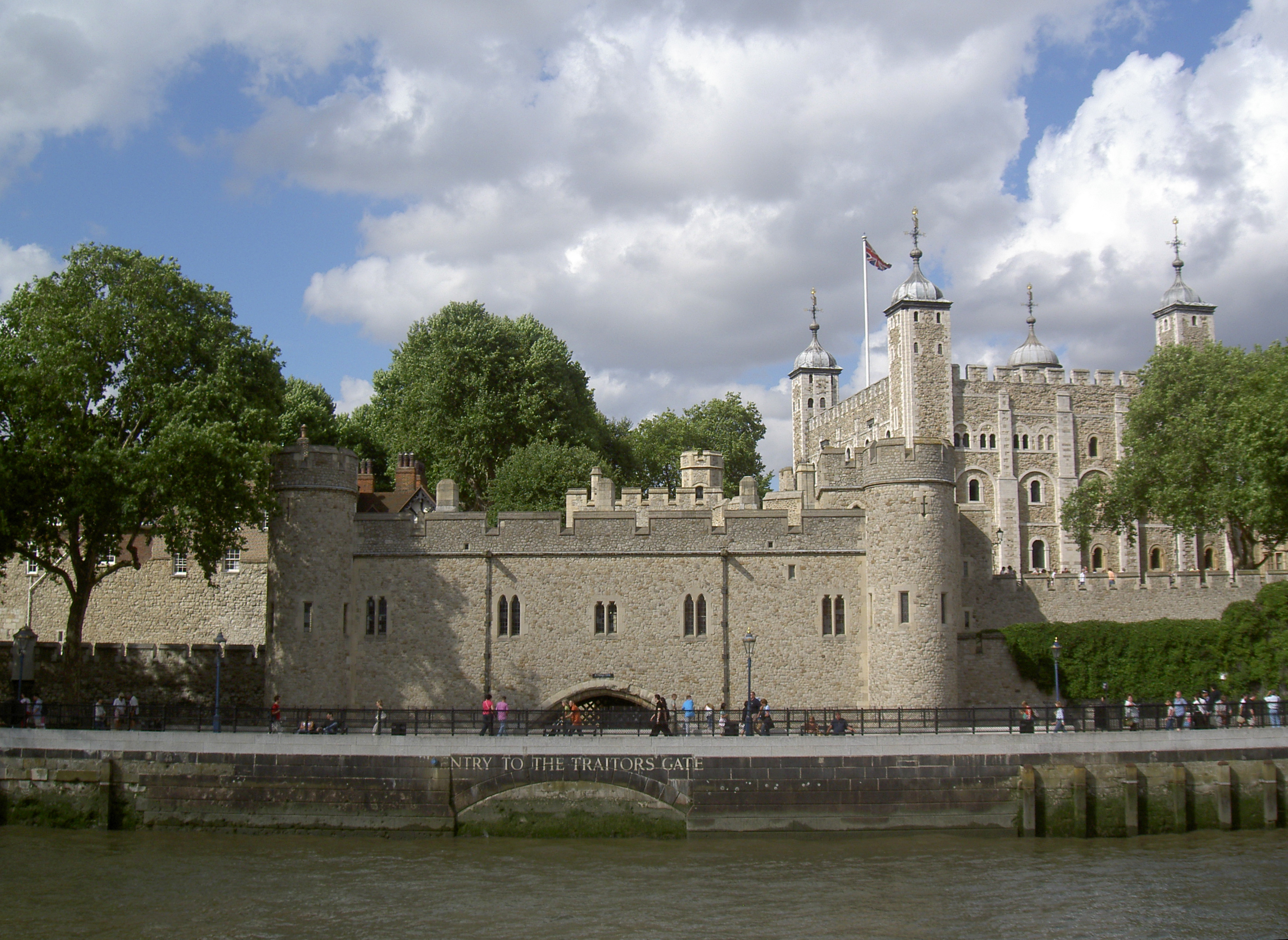
St Thomas’s Tower, gesehen von der Themse aus

Der St Thomas’s Tower, umgangssprachlich Traitors’ Gate, ursprünglich St Thomas’s Gate oder Water Gate, ist ein ehemaliges Wassertor in der Festungsanlage des Tower of London. Der aus dem 13. Jahrhundert unter Edward I. gebaute Turm bildete für viele Jahrhunderte den Hauptzugang von der Themse zum Tower. Benannt ist er nach dem Londoner Stadtheiligen Thomas Beckett. Die direkte Verbindung zur Themse ist mittlerweile zugemauert. Seit dem späten 20. Jahrhundert ist das Becken im Tor aber wieder mit Wasser gefüllt.

## Baugeschichte

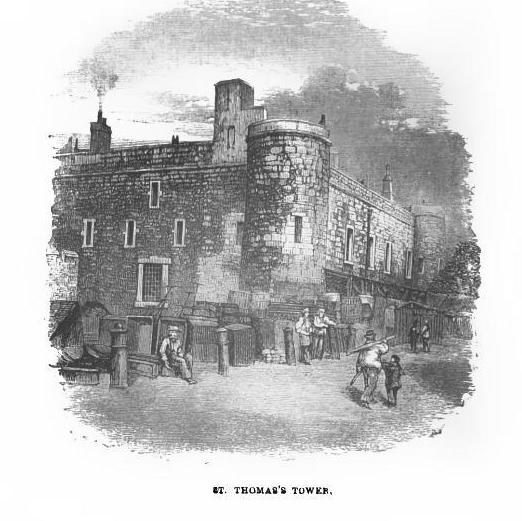
St Thomas’s Tower 1871 von der Flussseite.

Traitors Gate um 1910

Edward I. ließ den gesamten Tower of London in seiner Regierungszeit verstärken. Dazu gehörte auch die Errichtung eines neuen Festungsringes, der sich außerhalb der bisherigen Festung befand. Das bisherige Tor zur Themse, der Bloody Tower war somit in dieser Funktion obsolet geworden. Edward ließ einen neuen Turm errichten, der in die Themse hineinreichte und mittels eines Beckens per Boot erreicht werden konnte.
Der Bau begann 1275, bereits im Januar 1276 begann Edward auf die Fertigstellung zu drängen und stellte zusätzliche Mittel zur Fertigstellung bereit. Im Jahr 1279 war der Bau beendet. Die Form des niedrigen mit Türmchen geschützten Baus, der nach vorne aus der Mauer herausragt ist, hat keine Entsprechung in England und ist in seiner Art ein Solitär. Möglicherweise ist seine Form der Form des 50 Jahre älteren Zwingers am alten Louvre in Paris orientiert. Der Zugang zur oberen Kammer erfolgte entweder über einen Eingang aus dem Becken oder durch eine Brücke vom Wakefield Tower aus. Die Turmseite des Beckens war durch eine Wand mit Schießscharten geschützt, eine Treppe führte in das Becken.
Im oberen Stockwerk befanden sich ursprünglich die Wohnräume von Edward I. Sie waren vermutlich durch eine Tür im Nordosten des St Thomas’s Towers direkt durch eine Wendeltreppe mit dem Beckenbereich des Turms verbunden. Das obere Stockwerk hatte 34 bewegliche Fenster mit getönten Scheiben, Bänke und „vier große Tische“. Die Fensterläden und Wände waren aufwendig bemalt, Steinstatuen wandten sich dem Fluss zu. Der Boden war mit Steinfliesen belegt. Es ist unbekannt, ob und wie oft der König diese wirklich benutzte.
Bereits im Mittelalter wurde der großzügige Beckenbereich, der ursprünglich nur drei Meter vom Bloody Tower entfernt war, verkleinert. Er rückte zwei Meter nach Süden. Herausgefunden wurde dies durch Ausgrabungen von 1957.
Umfangreiche Umbauten und Reparaturen erfolgten in der Zeit Heinrichs VIII., der den Tower of London vor seiner Hochzeit mit Anne Boleyn herrichten ließ und eine starke Betonung auf den repräsentativen Charakter des Gebäudes legte. Die Arbeiten am St Thomas’s Tower fielen in die Jahre 1532 und 1533. Mittlerweile marodes Fachwerk aus dem Mittelalter wurde für 120 Pfund von James Nedeham durch neues ersetzt. Nedeham gestaltete die Ausstattung im oberen Stockwerk neu. Bei diesen Umbauten verschwanden auch die letzten Spuren der mittelalterlichen Inneneinrichtung. Im Jahr 1532 ließ Heinrich die Holzwände durch James Nedeham entfernen, um Platz für die Beherbergung von John de Vere, 15. Earl of Oxford und William Sandys, 1. Baron Sandys zu machen.
Nedeham baute ein kleines Haus an der westlichen Landseite des Towers, das auf Stelzen im Becken aufgebaut war. Seine Funktion ist nicht mehr nachvollziehbar. Die Stelzen sind unterhalb des Wasserspiegels noch im Becken erhalten.
Im Jahr 1735 ersetzte das Board of Ordnance die mittelalterlichen Fenster durch zeitgenössische Schiebefenster. Etwa in diese Zeit fällt auch der Verlust der mittelalterlichen Feuerplätze. Bei den Umbauten im Geist des Gothic Revival durch Anthony Salvin wiederum mussten die Schiebefenster steinernen Fensterrahmen weichen.
Die mittelalterliche Brücke, die das Obergeschoss des St Thomas’s Tower mit dem Obergeschoss im Wakefield Tower verband, verschwand im 18. Jahrhundert.
Das Ostende des Turms stürzte im 19. Jahrhundert aufgrund der Vibrationen durch die Kanonenproduktion ein. Es wurde durch den neogotischen Baumeister Anthony Salvin zwischen 1862 und 1869 wieder aufgebaut. Von Salvin stammt auch fast die gesamte Fassade des St Thomas’s Towers, die Erker auf der Landseite und das aufgemauerte Fachwerk.

## Architektur

### Außenbereich
Eine überdachte Brücke verbindet den St Thomas’s Tower mit dem Wakefield Tower. Diese ist ein neogotischer Bau des 19. Jahrhunderts, der sich in seinen Form eng an eine mittelalterliche Brücke anlehnt, die im 19. Jahrhundert einstürzte.

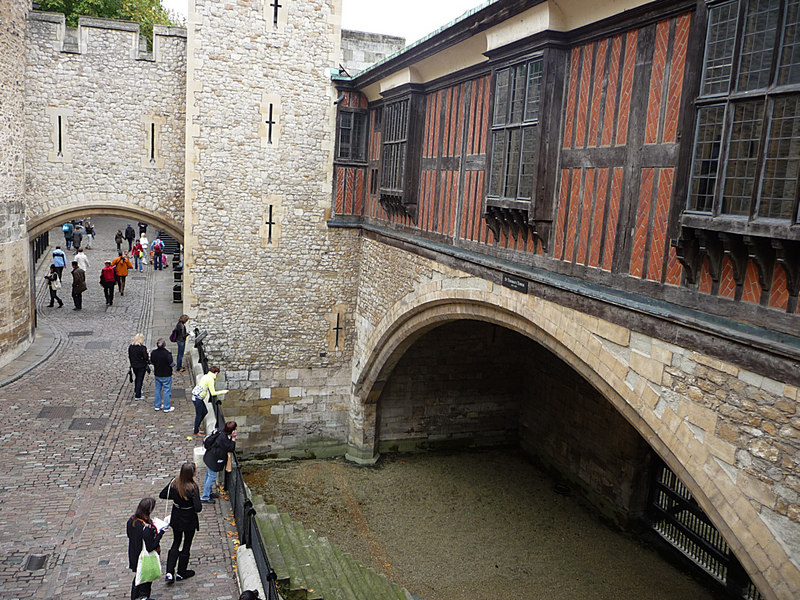
Nordseite mit Fachwerk
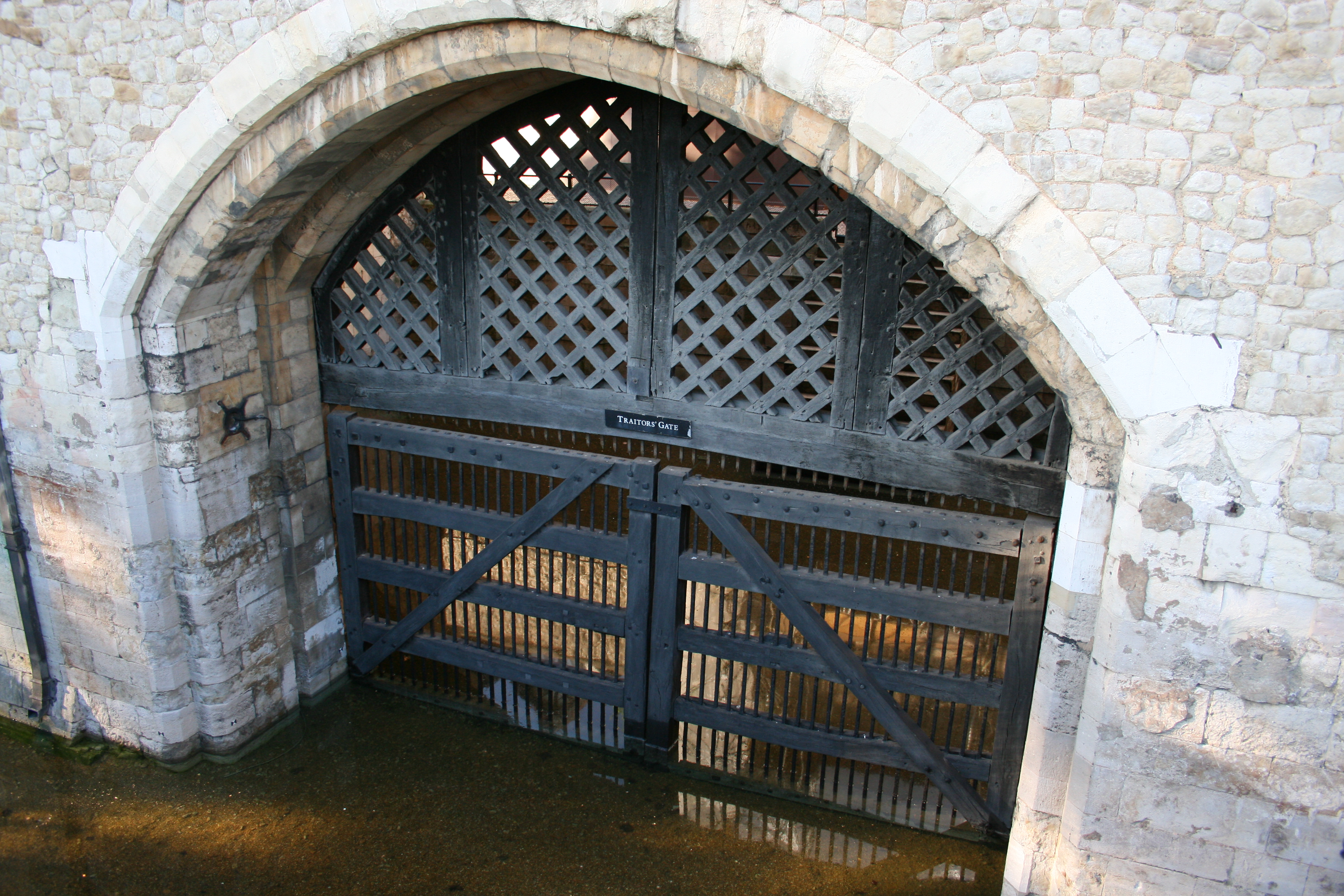
Torbogen vom Fluss aus
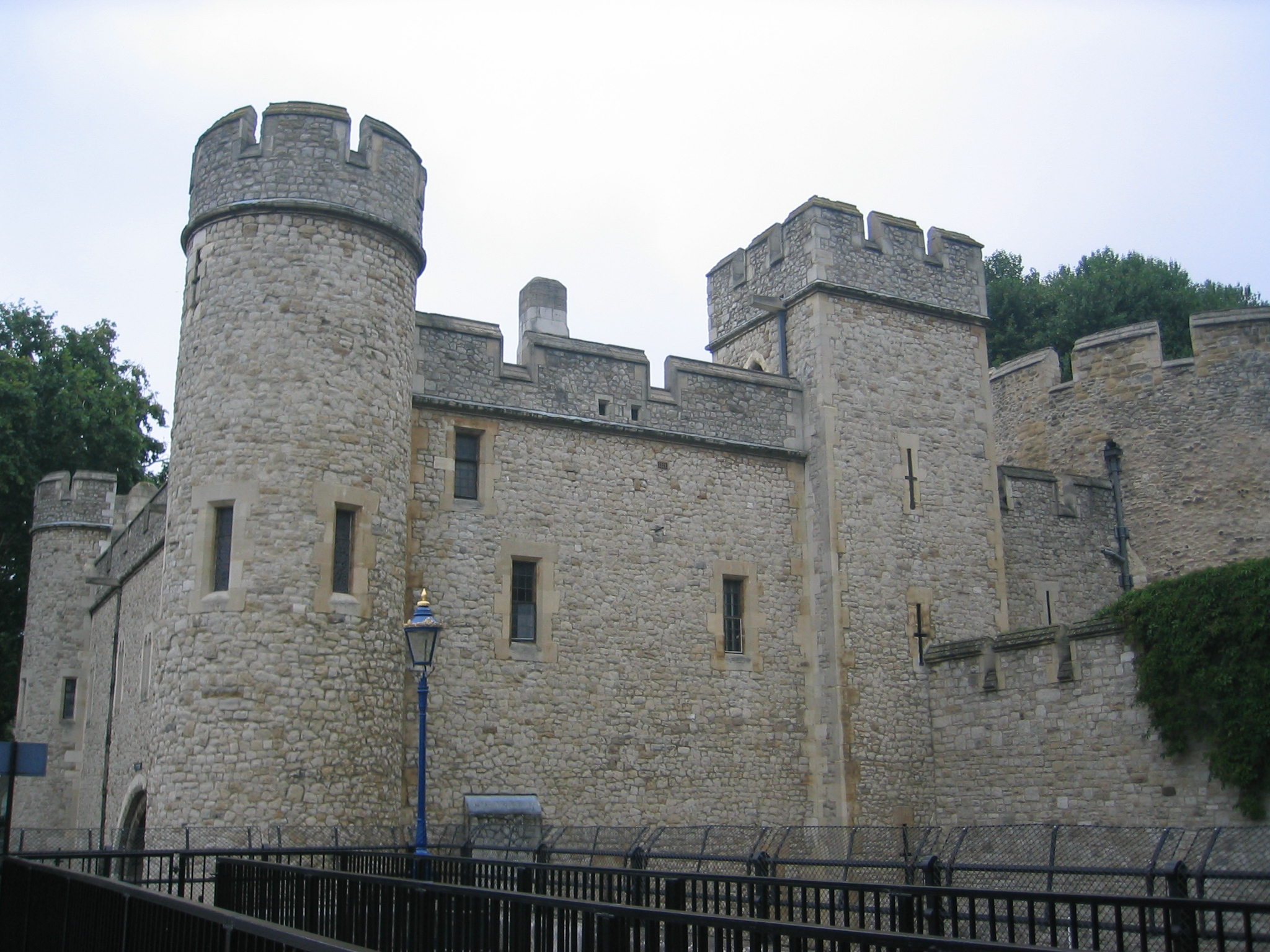
Blick von Westen. Am südlichen Türmchen (links) lässt sich das letzte Fragment mittelalterlichen Mauerwerke erkennen.
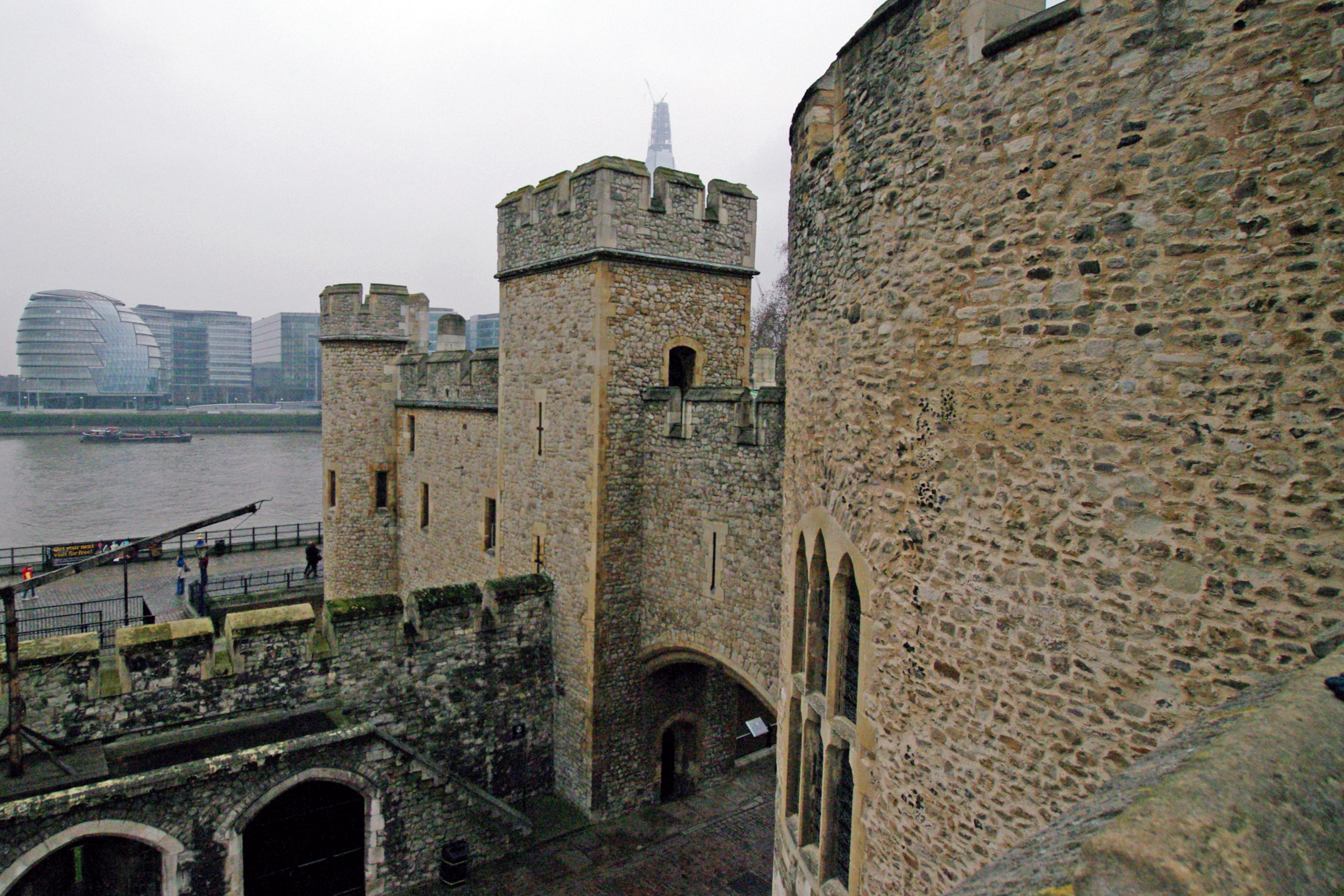
Westseite und Verbindung zum Wakefield Tower

### Tor, Becken und Türmchen

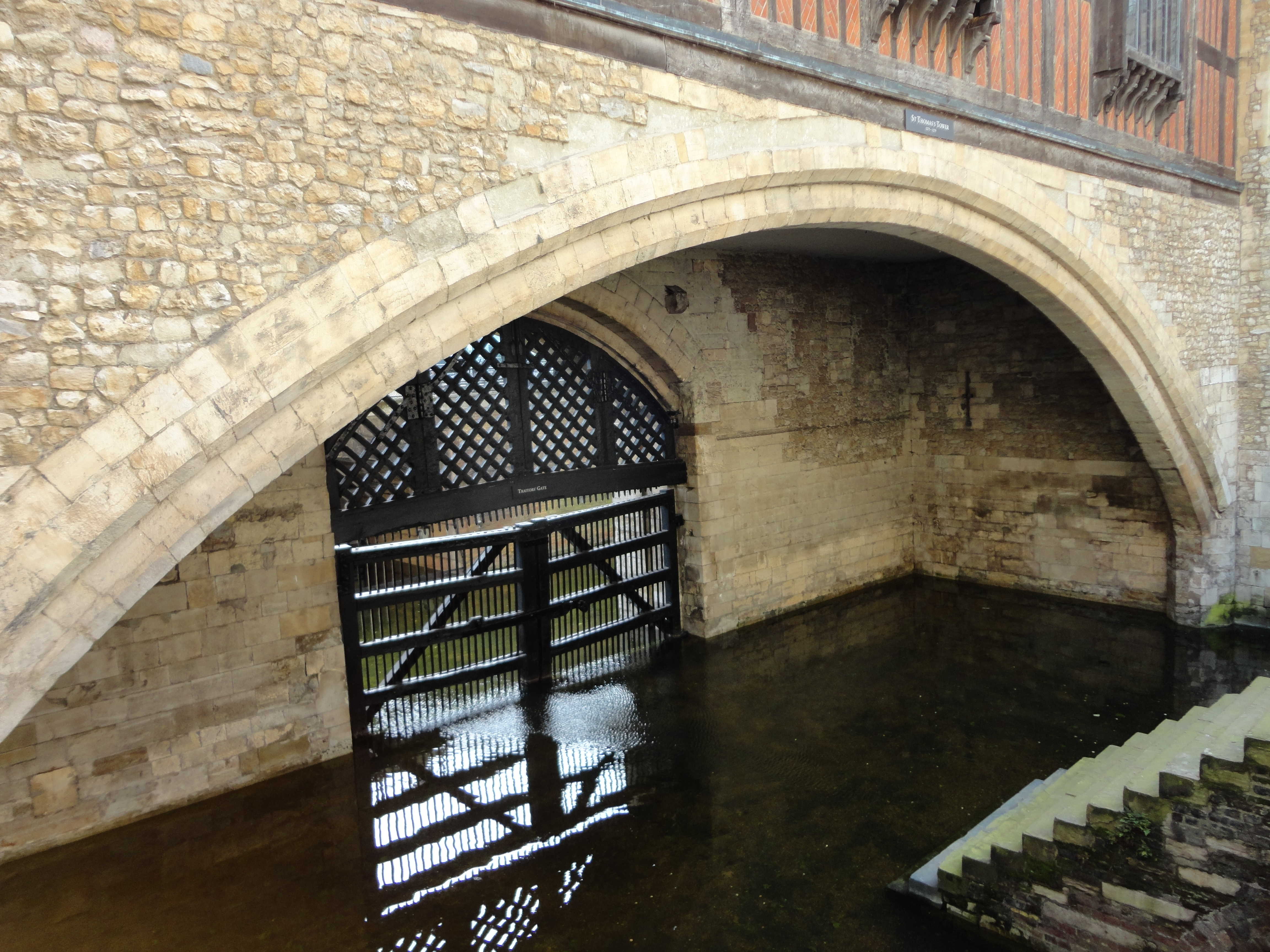
Torbogen vom Tower aus

Der Turm aus Stein bildete den Zugang des Towers zur Themse und überbrückte den Graben des Towers. Der Zugang verlief durch einen schmalen Kanal in der später gebauten Tower Wharf zum eigentlichen Turm.
Dieser bildet in der Innenseite einen breiten Bogen mit flacher Spitze, der die gesamte Breite des Turms einnimmt. Es handelt sich um den breitesten mittelalterlichen Bogen im Vereinigten Königreich. Zur Themse hin ist der Bogen spitz und schmaler als an der Innenseite. Er wird im Osten und Westen von zwei Türmchen überragt. Das Tor ist breit genug, damit Boote hindurch fahren können. Im Untergeschoss des St Thomas’s Towers befinden sich ein Becken und eine Anlegestelle, von der aus die Boote entladen werden konnten. Von der Water Lane im Tower bis zum Beckengrund führt eine Treppe. Das Tor war durch ein Fallgitter gesichert. Um den König nicht in seinen Gemächern zu stören, erfolgte die Aufbewahrung in einem abgetrennten Teil der oberen Kammer und die Bedienung durch ein eigenes Türmchen oder vom Dach des Gebäudes aus.
Vom Tor Edwards I. sind noch der Torbogen und die West-Süd- und Nordwand der oberen Halle erhalten, auch wenn diese mittlerweile mit neogotischen Fenstern und einer Inneneinrichtung aus dem späten 20. Jahrhundert versehen ist. Die Kammer über dem Tor ragte auf der Nord-(Land-)seite ursprünglich einen Meter über den Torbogen hinaus. Seit Heinrich VIII. und Anthony Salvin bildet sie aber eine durchgehende Linie mit dem Torbogen.
Einzig auf der Westseite des westlichen Turms an der Wasserseite ist noch Naturstein aus dem 13. Jahrhundert erhalten.

### Obere Räume
Das Obergeschoss ist zur Themse hin sowie aus der Ost- und Westseite aus Naturstein gemauert. Auf der Innenseite des Obergeschosses ist eine Fachwerkkonstruktion mit Backstein. Die gesamte Fassade stammt aus dem späten 19. Jahrhundert.
Ebenfalls war bereits beim Bau eine Unterteilung der oberen Halle durch Holzwände gegeben. Dabei befanden sich die privaten Räume des Königs (camera) auf der Westseite des Turms, während die große Empfangshalle (aula) sich im Osten befand. Im Westen existieren noch Reste des königlichen Umkleideraums. An der Süd-(Fluss-)seite des St Thomas’s Towers fanden Archäologen Reste von zwei Feuerstellen. Diese wurden im Laufe der Jahrhunderte abgerissen. Seit den 1990ern sind die Räume in einer Nachbildung des mittelalterlichen Zustands wieder durch Holz getrennt, wobei unbekannt ist, wo die ursprünglichen Wände waren.

## Nutzung

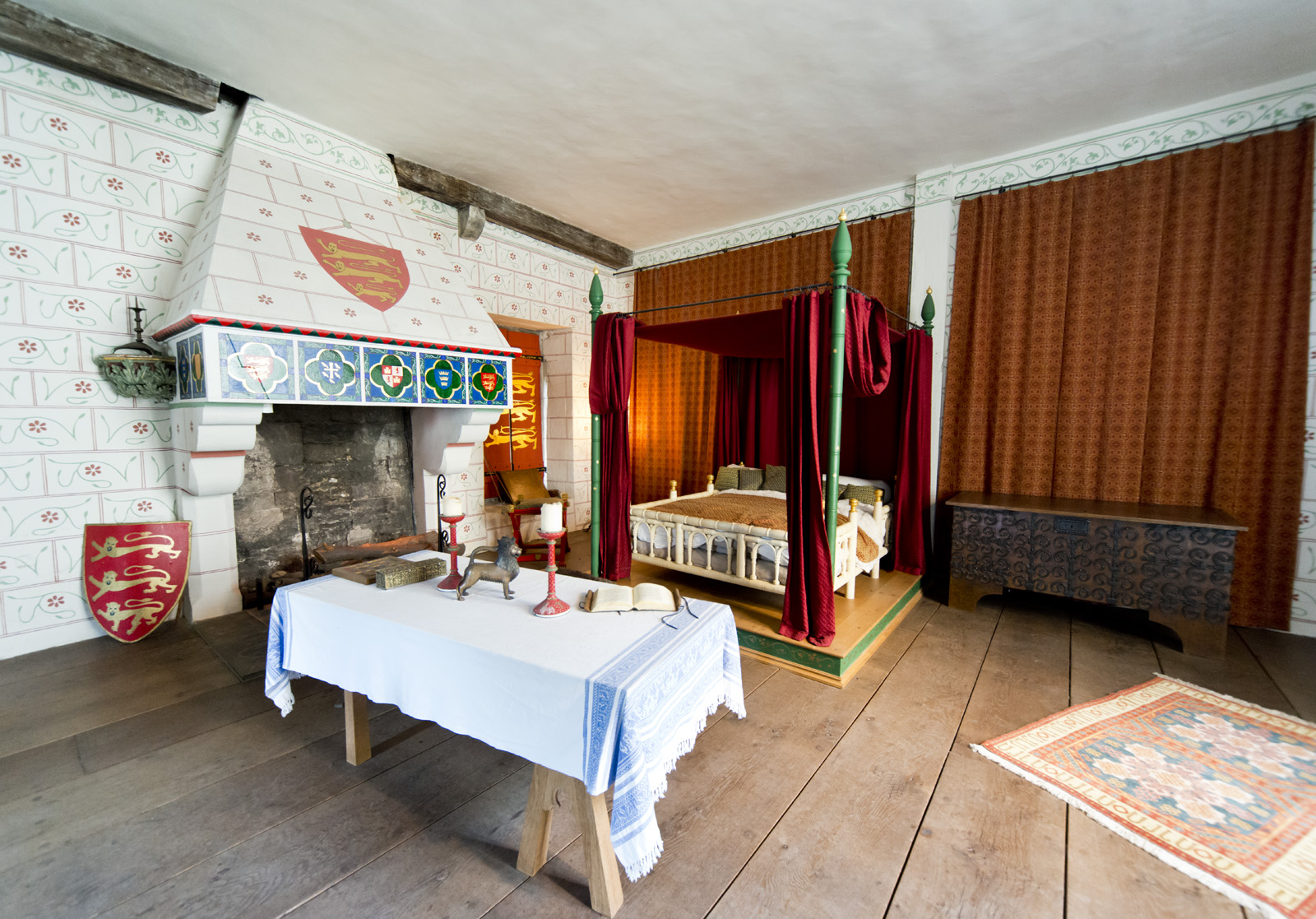
Rekonstruktion aus dem späten 20. Jahrhundert von Eduards Wohnräumen

Die meisten Aufenthalte des Königs in der Festung fanden in den Jahren vor 1280 statt, um den Bau der äußeren Festungsmauer zusammen mit dem St Thomas’s Tower zu überwachen. Nachdem der St Thomas’s Tower 1280 fertiggestellt war, war Edward I. nur noch insgesamt 27 Tage im Tower anwesend und lebte sonst an anderen Orten. Nachdem Heinrich dort Besucher beherbergt hatte, diente das Obergeschoss später als Wohnraum für Offiziere im Tower, später als Kaserne und als Spital. Im durch Salvin neu errichteten östlichen Abschnitt des Towers, war die Wohnung des Keepers der Kronjuwelen.
Aus dem Jahr 1554 existieren Dokumente im Zusammenhang mit der Wyatt-Verschwörung, die von Geschützen sprechen, die auf dem Traitors’ Gate angebracht waren. Die Konstruktion des Turms ist stabil genug, um solche Geschütze zu halten. Bauunterlagen von 1564 erwähnen den Ersatz einer Kanonenplattform.
Da Gefangene im Tower seit dem 16. Jahrhundert meist aus Sicherheitsgründen von Westminster über den Fluss zur Festung transportiert wurden, erhielt das Tor über die Jahrhunderte einen Ruf als furchteinflößender Eingang in ein dunkles Gefängnis. Weil im Tower meist ausschließlich Gefangene in Staatsangelegenheiten saßen, war dies das Tor, durch das die Verräter in den Tower gelangten. Es erlangte in den Jahrhunderten seiner Existenz den Namen Traitors’ Gate (Tor der Verräter).
Das Becken unter dem St Thomas’s Tower diente lange Zeit zur Wasserversorgung des gesamten Towers of London. Seit dem 19. Jahrhundert trockengelegt, ist es seit 1970 wieder mit Wasser gefüllt. Zeitweise nutzten die englischen Könige die Gezeitenkraft im Becken, um dort eine Fabrik zum Ausbohren von Kanonen einzurichten. Die Erschütterungen, die diese Arbeiten auslösten, führten zum Einsturz des östlichen St Thomas’s Towers.
Seit 1993 ist der obere Teil des Towers der Öffentlichkeit zugänglich. Während die große Kammer weitgehend im Originalzustand belassen wurde, in der sie sich 1993 befand, wurde der Vorraum zusammen mit dem Wakefield Tower üppig in mittelalterlichem Ambiente wieder hergerichtet. Zusammen mit dem Wakefield Tower bildet er einen Teil der Installation „mittelalterlicher Tower“, in der Schauspieler versuchen, einen Eindruck vom mittelalterlichen Leben im Tower zu geben.